# 通宁郡
通宁郡，中国南北朝时设置的郡。
南朝陈天嘉元年（560年）分武陵郡置，治所在沅陵县（今属湖南省）。辖境相当今湖南省沅陵县以西、以南的沅江流域和贵州省清水江下游一带。太建七年（575年）改名沅陵郡。